# Intervall (matematik)

Bild visar tre stycken intervall. A är ett obegränsat intervall, B är ett begränsat och slutet intervall och C är ett begränsat och öppet intervall.

Inom matematiken är ett intervall en sammanhängande delmängd av den reella tallinjen eller av en annan partialordnad mängd.

## Reella intervall
Med ett intervall av reella tal menas normalt en delmängd av de reella talen med mer än ett element, och som är sådan att om två olika tal ligger i intervallet så ligger också alla talen mellan dessa i intervallet.
Ett sådant intervall kan ha någon av följande former:
- {\displaystyle [a,b]=[a,b]=\{x\in \mathbb {R} |a\leq x\leq b\}}, det slutna intervallet mellan a och b. Ett slutet intervall innehåller intervallets ändpunkter, alltså ingår talen a och b i intervallet.
- {\displaystyle [a,b)=[a,b[=\{x\in \mathbb {R} |a\leq x<b\}}, det halvöppna intervallet mellan a och b. Talet a är inkluderat men inte b.
- {\displaystyle (a,b]=]a,b]=\{x\in \mathbb {R} |a<x\leq b\}}, det halvöppna intervallet mellan a och b. Talet b är inkluderat men inte a.
- {\displaystyle (a,b)=]a,b[=\{x\in \mathbb {R} |a<x<b\}}, det öppna intervallet mellan a och b. Ett öppet intervall innehåller inte intervallets ändpunkter, alltså ingår inte a och b i intervallet.

Här kan a och b vara tal med {\displaystyle a<b}; intervallet kallas då begränsat. Ett intervall som är både slutet och begränsat kallas även för ett kompakt intervall. Ett intervall kan också sakna begränsning nedåt eller uppåt, vilket man noterar genom att låta a vara {\displaystyle -\infty } respektive b vara {\displaystyle +\infty }. Dessa "symboliska storheter", minus oändligheten och plus oändligheten, är inte reella tal, så de kan inte ligga i intervallet. Sådana intervall är obegränsade.
Ett specialfall är intervallet {\displaystyle (-\infty ,+\infty )=\mathbb {R} }, mängden av alla reella tal.
Notera att öppna intervall är öppna mängder och slutna intervall är slutna i standardtopologin på mängden av reella tal. Man kan visa att de öppna intervallen genererar denna topologi.
Generaliseringen av ett intervall till ett godtyckligt metriskt rum är en boll.

## Intervall i partialordnade mängder
Om P är en partialordnad mängd med ordningsrelationen {\displaystyle \leq }, och där {\displaystyle a,b\in P} och {\displaystyle a\leq b}, så definieras intervallet mellan a och b som
{\displaystyle [a,b]=\{x\in P:a\leq x\leq b\}}.